# Băbeni, Buzău
Băbeni este un sat în comuna Topliceni din județul Buzău, Muntenia, România.

## Istoric
Prima atestare documentară a satului datează de la 22 mai 1581, când domnitorul Mihnea Turcitul a întărit lui Voico din Niculești ocină în Bărăști, din partea lui Radu din Băbeni. Mănăstirea Băbeni datează din 1703, iar dicționarul județului Râmnicu Sărat scris de Grigore Dănescu menționează că satul își trage numele de la pădurea Baba.
Același dicționar, integrat în Marele Dicționar Geografic al Romîniei arată că Băbeni era la sfârșitul secolului al XIX-lea reședința unei comune care avea în componență cătunele Băbeni, Drăghești și Răducești, cu o populație totală de 1034 de locuitori. În comuna Băbeni funcționau 2 biserici — una era cea a mănăstirii din Băbeni, zidită în 1703 de către Dotie sin Nică, și care deținea la rândul ei o moară; și o alta în Drăghicești, zidită în 1747 — precum și o școală de băieți cu 36 de elevi. În 1925, comuna Băbeni fusese transferată în plasa Dumitrești, iar satele sale componente, Băbeni, Drăghești și Răducești aveau în total 1300 de locuitori.
În 1950, comuna Băbeni a trecut în componența raionului Râmnicu Sărat din regiunea Buzău și apoi (după 1968) din regiunea Ploiești. În 1968, satul Drăghești a fost inclus în satul Băbeni, iar comuna Băbeni s-a desființat, satele Băbeni și Răducești intrând în componența comunei Topliceni, transferată la județul Buzău.